# Patricia Neske
Patricia Neske (* 19. Oktober 1966 in Harbor City, Kalifornien, USA) ist eine deutsche Eiskunstläuferin.

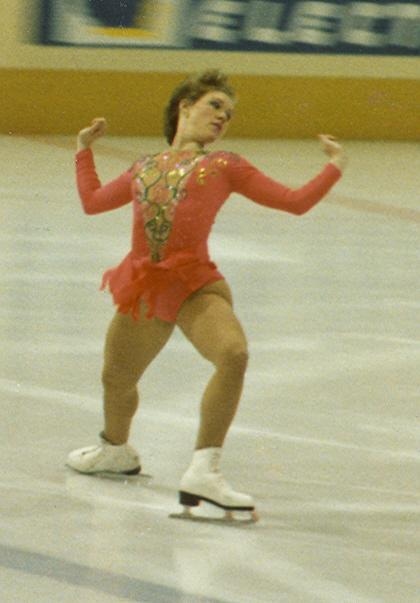
Patricia Neske hier beim ISU-Schaulaufen 1989 in West-Berlin

Die Eltern von Patricia Neske, Horst und Ingrid Neske, wanderten in die USA aus. Wegen des Eiskunstlaufens kam Patricia Neske nach Deutschland zurück. Sie startete für die Düsseldorfer EG und trainierte in Oberstdorf/Bayern bei Peter Jonas.
In Oberstdorf absolvierte sie eine Banklehre.
1992 beendete sie ihre aktive Eiskunstlaufkarriere. Sie kehrte anschließend wieder nach Kalifornien zurück und studierte dort.

## Erfolge

### Olympische Spiele
- 1992 – 13. Rang

### Weltmeisterschaft
- 1985 – 12. Rang
- 1986 – nicht teilgenommen
- 1987 – nicht teilgenommen
- 1988 – nicht teilgenommen
- 1989 – 4. Rang
- 1990 – 7. Rang
- 1991 – 9. Rang
- 1992 – 10. Rang

### Europameisterschaft
- 1985 – 8. Rang
- 1986 – nicht teilgenommen
- 1987 – nicht teilgenommen
- 1988 – nicht teilgenommen
- 1989 – 3. Rang
- 1990 – 5. Rang
- 1991 – 5. Rang
- 1992 – 3. Rang

### Deutsche Meisterschaften
- 1985 – 2. Rang
- 1989 – 2. Rang
- 1990 – 1. Rang
- 1991 – 2. Rang (erste Deutsche Meisterschaft nach der Wiedervereinigung)
- 1992 – 2. Rang